# Homoneura bakeri
Homoneura bakeri är en tvåvingeart som beskrevs av Miller 1977. Homoneura bakeri ingår i släktet Homoneura och familjen lövflugor.
Artens utbredningsområde är Kalifornien. Inga underarter finns listade i Catalogue of Life.